# Fussball Revolution
La Fußball-Revolution de 1928 est le mouvement de protestation qui agita les clubs d’Allemagne du Nord en 1928. Ceux-ci qui contestaient l’organisation du système de ligues boycottèrent la saison 1928-1929.

## Origines du mécontentement
Le développement permanent de la popularité du football en Allemagne avait entraîné une augmentation importante du nombre de clubs.
À cette époque, il n’existait aucune ligue nationale, ni même de plus haute ligue régionale dans le Nord. Plusieurs petits championnats existaient annuellement et étaient localisés très régionalement. Les champions locaux (parfois aussi les vice-champions) devaient ensuite participer à des tours éliminatoires successifs, pour qu’au bout du compte l’un d'eux soit désigné Champion d'Allemagne du Nord et puisse prendre part à la phase finale nationale.
Au nombre croissant de clubs, les autorités régionales du football avaient répondu par la solution qui leur paraissaient la meilleure: fragmenter davantage encore les ligues entre elles. À sa décharge, la Norddeutsche Sport-Verband (NFV), la fédération régionale réconnue par DFB, avait tenté de créer une plus haute ligue dans chaque zone, mais cela n’avait pas été du goût des cercles plus éloignés et localisés dans des zones éminemment plus rurales.
Au début de la saison 1927-1928, le paysage de la NFV était composé de 11 "Divisions 1" formelles, réparties dans 6 districts:
- Förde
- Eider
- Lübeck-Mecklenburg 1
- Lübeck-Mecklenburg 2
- Hamburg/Alster
- Hamburg/Elbe
- Nordhannover
- Südhannover/Braunschweig 1
- Südhannover/Braunschweig 2
- Weser
- Jade

Notons que cette répartition est proche de la subdivision en 6 Landesligen (Verbandsligen, Bezirksoberligen) qui a cours au XIXe siècle.

## Actionrévolutionnaire
À cette époque, dans les années 1920, la répartition en vigueur ne convient plus du tout au grands clubs d’Allemagne du Nord (essentiellement ceux des régions de Hambourg et de Kiel). Les matches de ligue ne révèlent que peu d’intérêt au vu des différences de valeurs entre les composants. Ces rencontres étaient parfois très disproportionnées sur le plan sportif et donc n’attiraient pas suffisamment de public. En plus, les responsables des clubs du Nord avaient constaté que leurs entités tardaient à se développer et que, lors des phases finales nationales, elles ne parvenaient pas à concurrencer les équipes du Sud (dont à l’époque, les meilleurs sont le 1. FC Nürnberg ou le SpVgg Fürth).
Afin d’arrêter de prendre du retard et en mettant en avant les arguments financiers, plusieurs clubs formèrent la Interessengemeinschaft der Ligavereine (littéralement la Communauté d'intérêt des clubs de la Ligue). Ces 10 clubs étaient: 
- de Hambourg: Hamburger SV, SVgg. Polizei, SC Victoria Hambourg, Eimsbütteler TV et le SV St-Georg 1895.

- d'Altona: Altonaer FC 93, Union 03 Altona, St. Pauli Sport et Ottensen 07.

- de Kiel: FC Holstein Kiel

Ce groupe fut surnommé la Bande des 10 (en Allemand: Runde des Zehn). Il fit sécession et organisa sa propre compétition (qui fut remportée par Hamburger SV devant Holstein Kiel et Union Altona).

## Effets de la Révolution
Mise devant le fait accompli, la NFV accepta les revendications et lors de sa réunion du 10 mars 1929, vota la mise en place d’une nouvelle répartition régionale en six ligues (la motion ne fut acceptée que d'une très courte majorité, 50,1 % des voix). Les six nouvelles ligues furent dénommées Oberliga (ligue supérieure) et appliquées en vue de la saison 1929-1930:
- Oberliga Schleswig-Holstein
- Oberliga Lübeck-Mecklenburg
- Oberliga Groß-Hamburg
- Oberliga Nordhannover
- Oberliga Südhannover/Braunschweig
- Oberliga Weser/Jade

La saison 1928-1929 ne se déroula pas, à l’exception de la première journée de matches. Toutefois, le tour final eut lieu et la NFV laissa les 6 premiers de la bande des 10 y prendre part ! 
- Classement final du championnat organisé par la "Bande des 10":

| Pl. | Clubs               | J | V | N | D | Buts  | Diff. | Pts. |
| --- | ------------------- | - | - | - | - | ----- | ----- | ---- |
| 1.  | Hamburger SV        | 9 | 8 | 1 | 0 | 50-16 | +34   | 17   |
| 2.  | FC Holstein Kiel    | 9 | 6 | 0 | 3 | 38-20 | +18   | 12   |
| 3.  | FC Union 03 Altona  | 9 | 5 | 2 | 2 | 29-20 | +9    | 12   |
| 4.  | Eimsbütteler TV     | 9 | 6 | 0 | 3 | 31-31 | 0     | 12   |
| 5.  | Altonaer FC 93      | 9 | 4 | 2 | 3 | 28-23 | +5    | 10   |
| 6.  | St-Pauli SV         | 9 | 5 | 0 | 4 | 37-37 | 0     | 10   |
| 7.  | Polizei SV Hamburg  | 9 | 2 | 2 | 5 | 26-34 | -8    | 6    |
| 8.  | SpVgg Ottensen 07   | 9 | 2 | 0 | 7 | 18-38 | -20   | 4    |
| 9.  | SV St-Georg 1895    | 9 | 2 | 0 | 7 | 17-38 | -21   | 4    |
| 10. | SC Victoria Hamburg | 9 | 1 | 1 | 7 | 25-40 | -15   | 3    |

En fin de saison, le Hamburger SV et le Holstein Kiel représentèrent la NFV en phase finale nationale. Les deux clubs atteignirent les quarts de finale (2e tour), où Hilstein Kiel s’inclina face au Hertha BSC Berlin (0-4). De son côté, le HSV poursuivit sa route et… remporta son 2e titre national (après celui de 1923 car celui de 1922 resta officieux) en disposant (5-2) du Hertha Berlin, lors de la finale jouée à Altona.